# فرناندو دي نورونيا
فرناندو دي نورونيا (بالبرتغالية: Fernando de Noronha) هو أرخبيل مكون من 21 جزيرة في المحيط الأطلسي، ويبعد 354 كم (220 ميل) عن الساحل البرازيلي. الاسم أرخبيل أتى من تحريف اسم التاجر البرتغالي فرناو دي لورونها، حيث قام التاج البرتغالي بمنحه الجزر لقاء خدماته بشأن استيراد الخشب من البرازيل. الجزيرة الرئيسية هي الوحيدة المأهولة؛ وتبلغ مساحتها 18.4 كيلومتر مربع (7.1 ميل مربع) وقدر عدد سكانها بنحو 2,718 نسمة في عام 2012. وتبلغ المساحة الإجمالية للأرخبيل 26 كيلومترا مربعا (10 ميل مربع).
تعتبر الجزر من ناحية إدارية حالة فريدة من نوعها في البرازيل بأنها «مقاطعة ولاية» خاصة (بالبرتغالية: distrito estadual) وليست جزءا من أي بلدية وتدار مباشرة من قبل حكومة ولاية بيرنامبوكو (رغم كونها أقرب إلى ولاية ريو غراندي دو نورتي). وتشمل المنطقة القضائية للمقاطعة الولاية أيضا أرخبيل القديس بطرس والقديس بول البعيد، ويقع على بعد 625 كيلومترا (388 ميل) شمال شرق فرناندو دي نورونيا. تم تخصيص 70٪ من مساحة الجزر في عام 1988 كمنتزه بحري وطني.
في عام 2001 قامت منظمة اليونسكو بتعيين الإقليم كموقع للتراث العالمي نظرا لأهميته البيئية. المنطقة الزمنية هي ت ع م−02:00 على مدار السنة. يمكن للسكان المحليين والمسافرين الوصول إلى نورونيا على متن طائرة من ساو باولو أو ريسيفي أو ناتال. يتم فرض رسوم يومية على السياح «للحفاظ على البيئة» من قبل إدارة ولاية بيرنامبوكو لدى وصولهم، في حين تدفع رسوم أخرى مرة واحدة للوصول إلى الحدائق الوطنية.

## المناخ
يظهر الجدول التالي التغييرات المناخية على مدار السنة لفرناندو دي نورونيا:
| البيانات المناخية لـفرناندو دي نورونيا | البيانات المناخية لـفرناندو دي نورونيا | البيانات المناخية لـفرناندو دي نورونيا | البيانات المناخية لـفرناندو دي نورونيا | البيانات المناخية لـفرناندو دي نورونيا | البيانات المناخية لـفرناندو دي نورونيا | البيانات المناخية لـفرناندو دي نورونيا | البيانات المناخية لـفرناندو دي نورونيا | البيانات المناخية لـفرناندو دي نورونيا | البيانات المناخية لـفرناندو دي نورونيا | البيانات المناخية لـفرناندو دي نورونيا | البيانات المناخية لـفرناندو دي نورونيا | البيانات المناخية لـفرناندو دي نورونيا | البيانات المناخية لـفرناندو دي نورونيا |
| الشهر                                  | يناير                                  | فبراير                                 | مارس                                   | أبريل                                  | مايو                                   | يونيو                                  | يوليو                                  | أغسطس                                  | سبتمبر                                 | أكتوبر                                 | نوفمبر                                 | ديسمبر                                 | المعدل السنوي                          |
| -------------------------------------- | -------------------------------------- | -------------------------------------- | -------------------------------------- | -------------------------------------- | -------------------------------------- | -------------------------------------- | -------------------------------------- | -------------------------------------- | -------------------------------------- | -------------------------------------- | -------------------------------------- | -------------------------------------- | -------------------------------------- |
| متوسط درجة الحرارة الكبرى °م (°ف)      | 29.8 (85.6)                            | 30 (86)                                | 29.7 (85.5)                            | 29.6 (85.3)                            | 29.2 (84.6)                            | 28.7 (83.7)                            | 28.1 (82.6)                            | 28.1 (82.6)                            | 28.7 (83.7)                            | 29.1 (84.4)                            | 29.5 (85.1)                            | 29.8 (85.6)                            | 29.2 (84.6)                            |
| المتوسط اليومي °م (°ف)                 | 27 (81)                                | 27.1 (80.8)                            | 26.9 (80.4)                            | 26.7 (80.1)                            | 26.6 (79.9)                            | 26.2 (79.2)                            | 25.7 (78.3)                            | 25.7 (78.3)                            | 26 (79)                                | 26.3 (79.3)                            | 26.6 (79.9)                            | 27 (81)                                | 26.5 (79.7)                            |
| متوسط درجة الحرارة الصغرى °م (°ف)      | 24.9 (76.8)                            | 24.8 (76.6)                            | 24.6 (76.3)                            | 24.5 (76.1)                            | 24.5 (76.1)                            | 24.2 (75.6)                            | 23.8 (74.8)                            | 23.8 (74.8)                            | 24.1 (75.4)                            | 24.4 (75.9)                            | 24.6 (76.3)                            | 24.9 (76.8)                            | 24.4 (75.9)                            |
| الهطول مم (إنش)                        | 63.1 (2.48)                            | 110.6 (4.35)                           | 263.6 (10.38)                          | 290.3 (11.43)                          | 280.3 (11.04)                          | 190.2 (7.49)                           | 122 (4.8)                              | 37 (1.5)                               | 18.5 (0.73)                            | 12 (0.5)                               | 13 (0.5)                               | 17.8 (0.70)                            | 1٬418٫4 (55.9)                         |
| ساعات سطوع الشمس الشهرية               | 250.6                                  | 209.3                                  | 189.5                                  | 238.8                                  | 208.4                                  | 222.5                                  | 224.7                                  | 260.2                                  | 265                                    | 285.3                                  | 281.5                                  | 271.2                                  | 2٬907                                  |
| المصدر: Climate Charts/NOAA.           |                                        |                                        |                                        |                                        |                                        |                                        |                                        |                                        |                                        |                                        |                                        |                                        |                                        |